# Ďurková
Ďurková este o comună slovacă, aflată în districtul Stará Ľubovňa din regiunea Prešov. Localitatea se află la altitudinea de 523 m deasupra n.m., se întinde pe o suprafață de 3,98 km2 și în 2017 număra 239 de locuitori.

## Istoric
Localitatea Ďurková este atestată documentar din 1427.

## Demografie
| An:                | 1994 | 2004   | 2014    | 2024   |
| ------------------ | ---- | ------ | ------- | ------ |
| Număr de persoane: | 262  | 276    | 239     | 219    |
| Diferență:         |      | +5,34% | −13,40% | −8,36% |

| An:                | 2023 | 2024   |
| ------------------ | ---- | ------ |
| Număr de persoane: | 222  | 219    |
| Diferență:         |      | −1,35% |